# Црногорски сабор српске слоге
Црногорски сабор српске слоге (ЦССС) је бивша друштвена организација, која је основана 1992. године у Београду, а дјеловала је на цјелокупном подручју Савезне Републике Југославије (СРЈ). Основни циљ ове организације огледао се се у залагању за очување државног заједништва Србије и Црне Горе, у оквиру тадашње Савезне Републике Југославије. Представници ове организације су активно учествовали у кампањи за очување заједничке државе, која је вођена уочи референдума о државном статусу Црне Горе, одржаног 1. марта 1992. године. Током наредних година, организација је наставила да се залаже за јачање СРЈ као савремене федеративне државе. У исто вријеме, организација се борила против свих иницијатива које су заговарале конфедерализам или сепаратизам. У вријеме предсједничких избора који су у Црној Гори одржани у јесен 1997. године, ЦССС је подржао кандидатуру Момира Булатовића, указујући на сепаратистичке тенденције у политици његовог противкандидата Мила Ђукановића. Приликом оснивања, за предсједника ЦССС изабран је академик Владо Стругар, а међу истакнутим члановима су били Милија Зечевић, Јован Стриковић, Светозар Стијовић и други истакнути Срби који су родом или пореклом били са подручја Црне Горе.